# Колькотар
Колькотар, или мумия — коричневая минеральная краска. Другие названия: парижская или английская красная краска, caput mortuum vitrioli, крокус; в алхимии — красный лев.
Основным компонентом колькотара является безводная окись железа (30—90%). Хотя безводная окись железа и встречается в природе в очень больших количествах (красный железняк, железный блеск), но ценные сорта этой краски вырабатываются искусственно или получаются как побочный продукт при добывании нордгаузенской кислоты из железного купороса, а также при прокаливании основных серножелезных солей, выделяющихся из раствора при приготовлении железного купороса из купоросного камня.

## Краска
Название caput mortuum vitrioli также распространялось на краску мумия, получившую своё название из-за того, что эта краска предположительно извлекалась из древнеегипетских мумий, забальзамированных битумом. Мумия использовалась с конца XVI века в европейской живописи, но сведений о анализах, подтверждающих эту гипотезу происхождения краски, нет.
В России минеральную краску под названием «мумия» начали широко использовать с первой половины XVIII века. Красящий пигмент плотный и жирный, состоит из каолинита с большим количеством мелких частиц гематита, добывался в Новгородской и Ярославской землях. Вскоре «мумией» стали называть все краски густо-красного цвета, распространяя это название и на колькотар.
По техническим условиям 1940-х — 1960-х годов в СССР мумиями именовались все красные пигменты с содержанием от 20 до 60 % Fe2O3. Различались: «мумия бокситовая», «мумия тёмно-красная», «мумия розовая» или «мумия светлая».
В настоящее время термин «мумия» относится в России к плотной и однородной кусковой красной охре, добываемой в Ленинградской и Новгородской областях.